# Султанов, Давлат
Давлат Султанов — советский хозяйственный, государственный и политический деятель.

## Биография
Родился в 1924 году в колхозе имени Фрунзе. Член КПСС.
Участник Великой Отечественной войны, радист батареи командующего артиллерии 53-го стрелкового корпуса 48-й армии. С 1947 года — на хозяйственной, общественной и политической работе. В 1947—1970 гг. — хозяйственный и советский работник в Ферганской области, председатель исполкома Фрунзенского районного Совета депутатов трудящихся, первый секретарь Кувинского районного комитета КП Узбекистана, партийный работник в Ферганской области.
Избирался депутатом Верховного Совета Узбекской ССР 5-го, 6-го и 7-го созывов.
Умер после 1971 года.